# Elijjahu Meridor
Elijjahu Meridor (hebr.: אליהו מרידור, ang.: Eliyahu Meridor, ur. 20 lipca 1914 w Petersburgu, zm. 16 października 1966) – izraelski prawnik i polityk, w latach 1959–1966 poseł do Knesetu z list Herutu i Gahalu.

## Życiorys
Urodził się 20 lipca 1914 w Petersburgu. W Polsce ukończył szkołę średnią, a następnie studia na Wydziale Prawa i Administracji Uniwersytetu Warszawskiego. W 1936 roku wyemigrował do Palestyny.
W wyborach parlamentarnych w 1959 po raz pierwszy dostał się do izraelskiego parlamentu. Zasiadał w Knesetach IV, V i VI kadencji. Zmarł 16 października 1966, a mandat objął po nim Szelomo Kohen-Cidon.